# أهل الدولة (كلدمان)
أهل الدولة هي إحدى مشيخات المملكة المغربية، تتبع جغرافيا لإقليم تازة وإداريًا لكلدمان. يقدر عدد سكانها بـ 5428 نسمة حسب الإحصاء الرسمي للسكان والسكنى لسنة 2004.